# Нідерштайнебах
Нідерштайнебах (нім. Niedersteinebach) — громада в Німеччині, розташована в землі Рейнланд-Пфальц. Входить до складу району Альтенкірхен. Складова частина об'єднання громад Фламмерсфельд.
Площа — 0,79 км2. Населення становить 220 ос. (станом на 31 грудня 2020).